# Abdulrazak Gurnah
Abdulrazak Gurnah   (Ciutat de Zanzíbar, 20 de desembre de 1948) és un novel·lista tanzà en llengua anglesa, resident al Regne Unit. Les seves novel·les més famoses són Paradís (1994) i A la vora del mar (2001).
Li van atorgar el premi Nobel de Literatura l'any 2021 «pel compromís i l'explicació compassiva dels efectes del colonialisme i el destí dels refugiats en la intersecció entre cultures i continents».

## Orígens i carrera
Nascut a l'illa de Zanzíbar, de la costa de l'Àfrica de l'est, Gurnah va traslladar-se al Regne Unit com a estudiant l'any 1968.
Del 1980 al 1982, Gurnah va fer classes a la Bayero University, a Kano, Nigèria. Després va traslladar-se la Universitat de Kent, on es va doctorar l'any 1982 i on és professor i director d'estudis de llicenciatura del departament de llengua anglesa. El seu interès acadèmic principal és la literatura postcolonial i els discursos associats al colonialisme, especialment pel que fa a l'Àfrica, el Carib i l'Índia.

## Obra

### Novel·les
- Memory of Departure (1987)
- Pilgrims Way (1988)
- Dottie (1990)
- Paradise (1994)
- Admiring Silence (1996)
- By the Sea (2001). A la vora de la mar. Traducció de Carles Andreu Saburit, Barcelona: La Magrana, 2022.[6]
- Desertion (2005)
- The Last Gift (2011)
- Gravel Heart (2017)
- Afterlives (2020). La vida, després. Traducció de Ricard Gil Giner, Barcelona: La Magrana, 2022.

### Històries curtes
- My Mother Lived on a Farm in Africa (2006)